# Cigogne (Q39)
Pour les articles homonymes, voir Cigogne (homonymie).
La Cigogne est un sous-marin de la marine française construit à Toulon à partir de 1903. Il fait partie des deux submersibles de la classe Aigrette.

## Historique
En 1910, la Cigogne est affectée à la 1re flottille de sous-marins de la Méditerranée puis sert de bâtiment-école pour l'École de navigation sous-marine (ENSM) de Toulon. Ainsi elle effectue des allées et venues entre Toulon, Porquerolles, La Ciotat et Marseille.
En avril 1914, et durant le début de la Grande Guerre, elle est réquisitionnée pour assurer la défense fixe de Toulon avec, notamment, le sous-marin Argonaute.
Entre 1915 et 1916, elle est affectée à la défense de la côte sud de l’Italie avec la 1re "Division des torpilleurs et des sous-marins détachés. Elle aide à la protection au large de Brindisi et assure la veille de la zone située entre Mola di Bari et Molfetta.
En 1917, la Cigogne est affectée à la 3e escadrille de sous-marins de Toulon. Elle est réquisitionnée pour servir de cobaye pour divers projets expérimentaux. Ainsi au large de Bandol, elle sert d'appât pour tester un nouveau système de microphones pour la détection sous-marine. Puis elle part, accompagnée du submersible Alose, pour Fréjus afin de servir de cible aux tirs et aux bombardements de l'aviation pour l'expérimentation d'une nouvelle arme.
En 1918, elle est de nouveau affectée à l'ENSM.
Le 12 novembre 1919, elle est condamnée et rayée pour être vendue, avec entre autres l'Aigrette, à la Société de Matériel Naval du Midi le 14 avril 1920.
Ses différents commandants connus à ce jour sont :
- avril 1909 : LV Coquelin
- 1er janvier 1911 - date inconnue : Lieutenant de vaisseau Charles Armand Echemann
- 1er janvier 1914 - 13 mars 1916 : LV Henry Dominique Bugard
- 13 mars 1916 – 6 mars 1917 : Enseigne de vaisseau puis LV Émile Henry Keller
- 6 mars 1917 – 12 octobre 1918 : LV Roland Marie Revel de Bretteville
- 12 octobre 1918 – février 1919 : LV Henri Paul Bléhaut